# Gottlieb Rösner
Gottlieb Ludwig Rösner (* 22. August 1894 in Beuthener Schwarzwald, Provinz Schlesien; † 5. September 1970 in Berlin-Spandau) war ein deutscher politischer Funktionär (NSDAP) und paramilitärischer Aktivist.

## Leben und Wirken
Nach dem Schulbesuch wurde Rösner an einer Maschinenbauschule zum Maschinenbautechniker ausgebildet. Von 1914 bis 1918 nahm Rösner als Stoßtrupp-Infanterist, Richtkanonier und Geschützführer mit dem Infanterie-Regimentern 156, 7 und 36 bzw. den Artillerie-Regimentern 275 und 283 am Ersten Weltkrieg teil. Während des Krieges wurde er mehrfach verwundet (u. a. Schussverletzungen an der Hand und Schulter, Granatsplitterverletzung am rechten Bein sowie zweimal verschüttet) und mit dem Eisernen Kreuz beider Klassen ausgezeichnet.
Von Januar bis April 1919 gehörte Rösner dem Freikorps Dohna und anschließend bis November 1919 der Garde-Kavallerie-Schützendivision an. Danach gehörte er der Schwarzen Reichswehr (dort zuletzt als Vizefeldwebel) und der Völkischen Hundertschaft an.
Seinen Lebensunterhalt verdiente Rösner von 1923 bis 1925 bei den Deutschen Werken in Spandau.

## Betätigung in der NS-Bewegung vor 1933
Zum 28. August 1925 trat Rösner in die in diesem Jahr neugegründete NSDAP ein (Mitgliedsnummer 17.163), der er eigenen Angaben zufolge bereits von 1921 bis 1923 angehört hatte.
Ende Dezember 1925 stellte Rösner die erste Abteilung der Sturmabteilung (SA), des Straßenkampfverbandes der Partei, in Berlin auf. Konkret handelte es sich bei dieser ersten SA-Einheit um die SA-Abteilung in Spandau. 1927 führte er die SA-Standarte Spandau. Ebenfalls um 1927 wurde Rösner von Joseph Goebbels als NSDAP-Bezirksleiter von Brandenburg-West eingesetzt.
Als SA-Angehöriger nahm Rösner in den späten 1920er und frühen 1930er Jahren an zahlreichen gewaltsamen Auseinandersetzungen von Anhängern der NS-Bewegung mit ihren politischen Gegnern im Rahmen von Straßen- und Saalschlachten teil. Hierbei erlitt er zweimal schwere Verletzungen: Das erste Mal eine schwere Gehirnerschütterung durch Stockschläge (Februar 1926) und das zweite Mal einen Rückenlungenstich durch ein Seitengewehr (22. März 1927). Die letztere Verletzung zog einen längeren Krankenhausaufenthalt nach sich. Hinzu kamen diverse leichte Verletzungen.
Von 1927 bis 1933 war Rösner kaufmännischer Angestellter bei der Firma Rhenania OSSAG Mineralöl AG, zuletzt als Betriebsassistent.
1931 übernahm Rösner die Gründung einer SA-Motorstaffel in Brandenburg. Durch den Führerbefehl Nr. 7 wurde er in seiner Stellung als Führer dieser Staffel zum 1. November 1931 in den Rang eines Oberstaffelführers bei der SA-Untergruppe Brandenburg befördert. 1932 hatte er den Rang eines SA-Standartenführers erreicht. Die von Rösner angestrebte Beförderung zum Oberführer kam angeblich wegen persönlicher Differenzen zwischen ihm und dem ab 1931 als Berliner SA-Chef amtierenden Wolf-Heinrich von Helldorff nicht zustande. Helldorf begründete Rösners Nichtbeförderung hingegen mit mangelnder Eignung Rösners für die Position eines Oberführers.

## Zeit der NS-Herrschaft
Nach dem Machtantritt der Nationalsozialisten im Frühjahr 1933 wurde Rösner zum besoldeten Stadtrat in Berlin-Weißensee ernannt. Zudem übernahm er die Funktion eines Verbindungsführers (SA-Verbindungsführer) zwischen der Berliner SA und der Berliner Gauleitung der NSDAP.
Im April 1934 erhielt er eine informelle Rüge durch das Gaugericht der NSDAP wegen unzulässiger Versuche seinerseits sich in Parteigerichtsverfahren einzumischen und Versuchen den Standartenführer Martens wegen Finanzgeschäften bei der Parteigerichtsbarkeit zu denunzieren. Die vom Kreisgericht I der Partei geforderte Einleitung eines parteigerichtlichen Verfahrens gegen Rösner wegen „unnationalsozialistischen Verhaltens“ und „unbefugter Einmischung in die Parteigerichtsbarkeit“ lehnte das Gaugericht jedoch ab.
Im Anschluss an die Ereignisse der sogenannten Röhm-Affäre vom Frühsommer 1934 wurde Rösner von Kurt Daluege, der im Juli 1934 die kommissarische Führung der SA-Gruppe Berlin-Brandenburg übernahm, mit der Säuberung der Gruppe von „unzuverlässigen Elementen“ beauftragt. In dieser Eigenschaft gehörte er einem SA-internen Untersuchungsausschuss an, der die Aufgabe hatte zu prüfen, welche höheren SA-Führer der Gruppe Berlin-Brandenburg sich politische, private oder sonstige Verfehlungen hatten zuschulden kommen lassen. In dieser Position nahm er auch an zahlreichen der zu dieser Zeit durchgeführten SA-internen Untersuchungs- und Gerichtsverfahren gegen SA-Führer teil, gegen die im Zuge der Untersuchungen der Verdacht aufgekommen war, dass sie sich einer Verfehlung schuldig gemacht hätten. Im Zusammenhang mit den Aktivitäten des Untersuchungsausschusses fielen Rösner Quittungen über Schulden, die sein Feind Helldorf bei dem jüdischen Hellseher Erik Jan Hanussen hatte, in die Hände. Nachdem Helldorf sich weigerte auf Erpressungsversuche Rösners – die darauf zielten sich zugunsten einer beschleunigten Beförderung Rösners einzusetzen – einzugehen, leitete dieser ein SA-Verfahren gegen seinen ehemaligen Vorgesetzten ein, das aber letztlich dank der Protektion Helldorfs durch Joseph Goebbels niedergeschlagen wurde.
Infolge der Reorganisation der Berliner SA wurde Rösner im Juli 1934 mit der Führung der SA-Brigade 30 beauftragt, die er bis zur Auflösung dieser Einheit im Mai 1935 beibehielt.
Im Januar 1935 schrieb Rösner einen Brief an Helldorff, in dem er diesem unter Androhung, ihm in die Hände gefallener Unterlagen, aus denen seine, Helldorfs, Beziehungen zu dem 1933 ermordeten Hellseher und Juden Erik Jan Hanussen hervorgingen, an das Parteigericht der NSDAP zu übergeben, dazu zu erpressen versuchte, ihm die Beförderung zum SA-Oberführer, die er, Helldorf, ihm 1932 vorenthalten hatte, nachträglich zu verschaffen. Nachdem Helldorf dies abgelehnt hatte, stellte Rösner einen Antrag auf Parteiausschluss Helldorfs aus der NSDAP beim Obersten Parteigericht. Diese Maßnahme ging jedoch, da Helldorff – der im selben Jahr zum Polizeipräsidenten von Berlin aufrückte – mit Joseph Goebbels und Hermann Göring mächtige Protektoren hatte, nach hinten los, so dass anstelle von Helldorf Rösner ins Visier der Parteidienststellen geriet.
Angriffe Rösners auf den SA-Oberführer Waldemar Geyer, dem er vorwarf zu Unrecht den "Ruhm" für sich zu beanspruchen und die Behauptung zu verbreiten, dass er, Geyer, die Berliner SA 1926 ins Leben gerufen zu haben, führten dazu, dass er im Juni 1935 aus dem SA-Dienst beurlaubt wurde. 1936 wurde er gezwungen, seine Vorwürfe gegen Geyer als "Anschuldigungen und Verleumdungen" offiziell mit dem Ausdruck seines Bedauerns zurückzuziehen.
Ebenfalls seit 1935 machte Rösner sich zum Fürsprecher einiger NSDAP-Mitglieder in Spandau, die sich gegen Missstände in der dortigen Kreisleitung wandten, zu welchem Zweck er zahlreiche Eingaben an verschiedenste Parteidienststellen (Adjutantur Hitlers, Dienststelle des Stellvertreters des Führers etc.) richtete, in denen er auf angebliche Missstände im Kreise I hinwies und insbesondere den Spandauer Kreisleiter Paul Skoda scharf angriff. Rösner selbst hatte ein gespanntes Verhältnis zu Skoda, weil er der Auffassung war, dass dieser seine Berufung als Stadtrat in Spandau blockiere.
Durch Beschluss des Obersten Parteigerichts der NSDAP vom 14. März 1938 wurde Rösner schließlich aus der NSDAP ausgeschlossen. Grund hierfür waren einerseits sein Vorgehen gegen Helldorf im Jahr 1935 sowie seine Angriffe auf Skoda und den stellvertretenden Berliner Gauleiter Artur Görlitzer, die als üble Nachrede bewertet wurde. Negativ zu Buche schlugen zudem seine Versuche im Jahr 1934, den Spandauer SA-Standartenführer Martens durch Intrigen von seinem Posten zu verdrängen, um diesen selbst übernehmen zu können. Das OPG bewertete Rösners Verhaltens als "Ausfluss schwerer charakterlicher Fehler". Auch Goebbels, der die Vorgänge beobachtete, begrüßte seinen Parteiausschluss. Aus der SA war Rösner zum Zeitpunkt seines Ausschlusses aus der NSDAP bereits durch Beschluss der 1. Kammer des SA-Disziplinargerichts vom 3. Februar 1938 unter Berufung auf Ziffer 127f. der SA-Dienstverordnung entlassen worden.
Ein Antrag Rösners, auf dem Gnadenwege 1939 wieder in die NSDAP aufgenommen zu werden, wurde von der Kanzlei des Führers der NSDAP abgelehnt, nachdem die Frage Hitler vorgelegt worden war, der eine Wiederaufnahme Rösners ablehnte. Er durfte jedoch seinen Posten als Stadtrat in Weißensee behalten mit der Maßgabe Hitlers, dass ihm kein Nachteil erwachsen solle.
Während des Zweiten Weltkriegs bemühte Rösner sich bei Heinrich Himmler um Aufnahme in die Waffen-SS und Rehabilitierung.

## Nachkriegszeit
Nach dem Krieg wurde Rösner verschiedentlich von Justizbehörden und Historikern als Quelle zur Rekonstruktion und Aufarbeitung von juristisch und zeithistorisch bedeutsamen Vorgängen, an denen er aufgrund seiner Stellung als führender SA-Funktionär als Akteur oder Zeuge beteiligt war, herangezogen. Seine letzten Lebensjahre verbrachte Rösner in Berlin-Spandau.

## Familie
Rösner war mit Marie Luise Blouhm (* 2. Mai 1903 in Alt Mahlisch; † 22. November 1979 in Berlin-Spandau) verheiratet.

## Nachlass
Rösners persönliche Papiere politischer Natur wurden von seiner Ehefrau in den 1970er Jahren dem Privatforscher Fritz Tobias überlassen. Nach Tobias Tod kamen sie 2015 in die Koblenzer Zweigstelle des Bundesarchivs, wo sie seit 2017 als Teil der Zeitgeschichtlichen Sammlung Nr. 163 (Zsg. 163/85) der Öffentlichkeit zur Einsicht zur Verfügung stehen.
Personalunterlagen Rösners haben sich auch im Bundesarchiv Berlin erhalten: Im BDC sind zu ihm eine OPG-Akte (Mikrofilm H 110, Bilder 1763–1776), eine PK-Akte (Mikrofilm K 18, Bilder 2455–2599), eine SA-Akte (Mikrofilm 149-B, Bilder 7655–7663) und eine SA-P-Akte (Mikrofilm D 225, Bilder 2221–2747) vorhanden. Unterlagen zu Rösners Versuchen, während des Zweiten Weltkriegs in die Waffen-SS aufgenommen zu werden, finden sich in der Registratur der Adjutantur Heinrich Himmlers (NS 19/1227).